# Sickinger Mühlenradweg

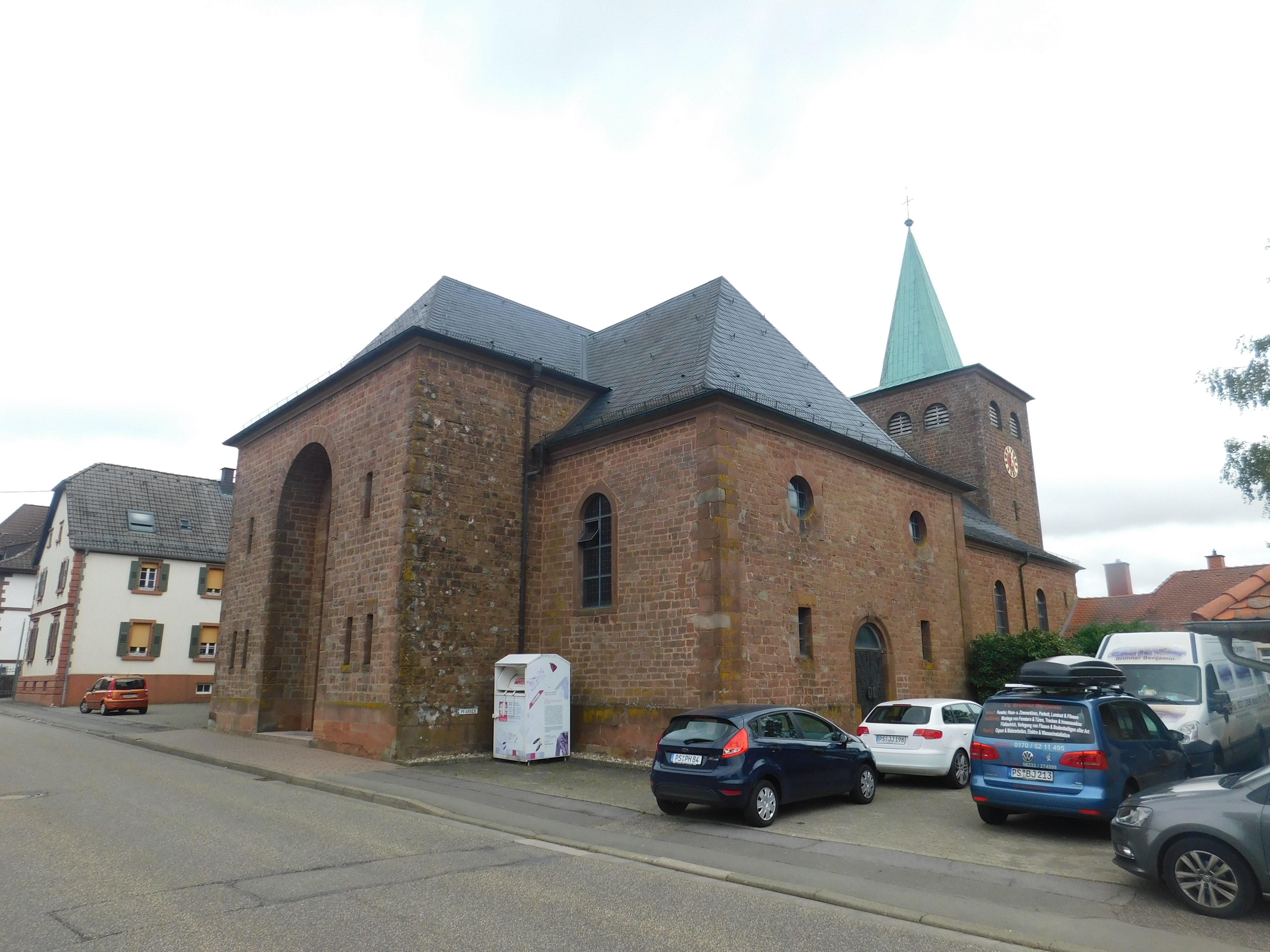
Katholische Kirche in Weselberg am Sickinger Mühlenradweg

Der Sickinger Mühlenradweg ist ein Radwanderweg, der von Ramstein-Miesenbach bis nach Thaleischweiler-Fröschen verläuft.

## Name und Logo
Der Name rührt daher, dass er hauptsächlich über die Sickinger Höhe verläuft und mehrere Mühlen passiert. Sein Logo zeigt ein weißes Fahrrad in einer Steige mit hellblauem Hintergrund.

## Verlauf
Der Radweg beginnt am südlichen Ortsrand von Miesenbach und führt fast kontinuierlich nach Süden. Zunächst führt er − parallel zur Bahnstrecke Landstuhl–Kusel – durch Ramstein und danach durch den Reichswald; dabei durchquert er das Naturschutzgebiet Östliche Pfälzer Moorniederung.
Schließlich erreicht er Landstuhl, dessen nördlich der Bahnstrecke Mannheim–Saarbrücken befindliches Industriegebiet in West-Ost-Richtung er durchquert. Unweit des Nordufers des Silbersee führt er nach Kindsbach. Ab dort verläuft er erneut nach Süden durch ein Waldgebiet. Im Anschluss führt er Entlang der Westflanke des Großen Hausbergs und durchquert danach Bann.
Annähernd parallel zur Bundesstraße 62 führt er für einen längeren konsequent durch unbebautes Gebiet, ehe er Weselberg erreicht. Danach führt er entlang des Schauerbach durch ein bewaldetes Gebiet. Schließlich schwenkt er, nachdem er die Rosselmühle und die Faustermühle passiert hat, in das Schwarzbachtal ein, um nach Osten zu führen, um am westlichen Siedlungsrand von Thaleischweiler-Fröschen zu enden.